# Монтаг'ю (Массачусетс)
Монтаг'ю (англ. Montague) — місто (англ. town) в США, в окрузі Франклін штату Массачусетс. Населення — 8580 осіб (2020).

## Демографія
Згідно з переписом 2010 року, у місті мешкало 8437 осіб у 3694 домогосподарствах у складі 2108 родин. Було 3958 помешкань
Расовий склад населення:
| - 92,7 % — білих - 1,2 % — чорних або афроамериканців - 0,8 % — азіатів - 0,3 % — корінних американців - 2,1 % — осіб інших рас |

До двох чи більше рас належало 2,9 %. Частка іспаномовних становила 5,2 % від усіх жителів.
За віковим діапазоном населення розподілялося таким чином: 18,5 % — особи молодші 18 років, 65,5 % — особи у віці 18—64 років, 16,0 % — особи у віці 65 років та старші. Медіана віку мешканця становила 43,1 року. На 100 осіб жіночої статі у місті припадало 94,8 чоловіків; на 100 жінок у віці від 18 років та старших — 92,1 чоловіків також старших 18 років.
Середній дохід на одне домашнє господарство становив 65 022 долари США (медіана — 50 933), а середній дохід на одну сім'ю — 82 610 доларів (медіана — 70 972). Медіана доходів становила 50 769 доларів для чоловіків та 48 255 доларів для жінок. За межею бідності перебувало 15,2 % осіб, у тому числі 30,7 % дітей у віці до 18 років та 6,6 % осіб у віці 65 років та старших.
Цивільне працевлаштоване населення становило 4144 особи. Основні галузі зайнятості: освіта, охорона здоров'я та соціальна допомога — 32,0 %, виробництво — 11,1 %, роздрібна торгівля — 10,0 %.

## Уродженці
- Крістофер Болдвін (* 1973) — американський ілюстратор і автор вебкоміксів.